# 對2019冠狀病毒病疫情應對措施的反抗

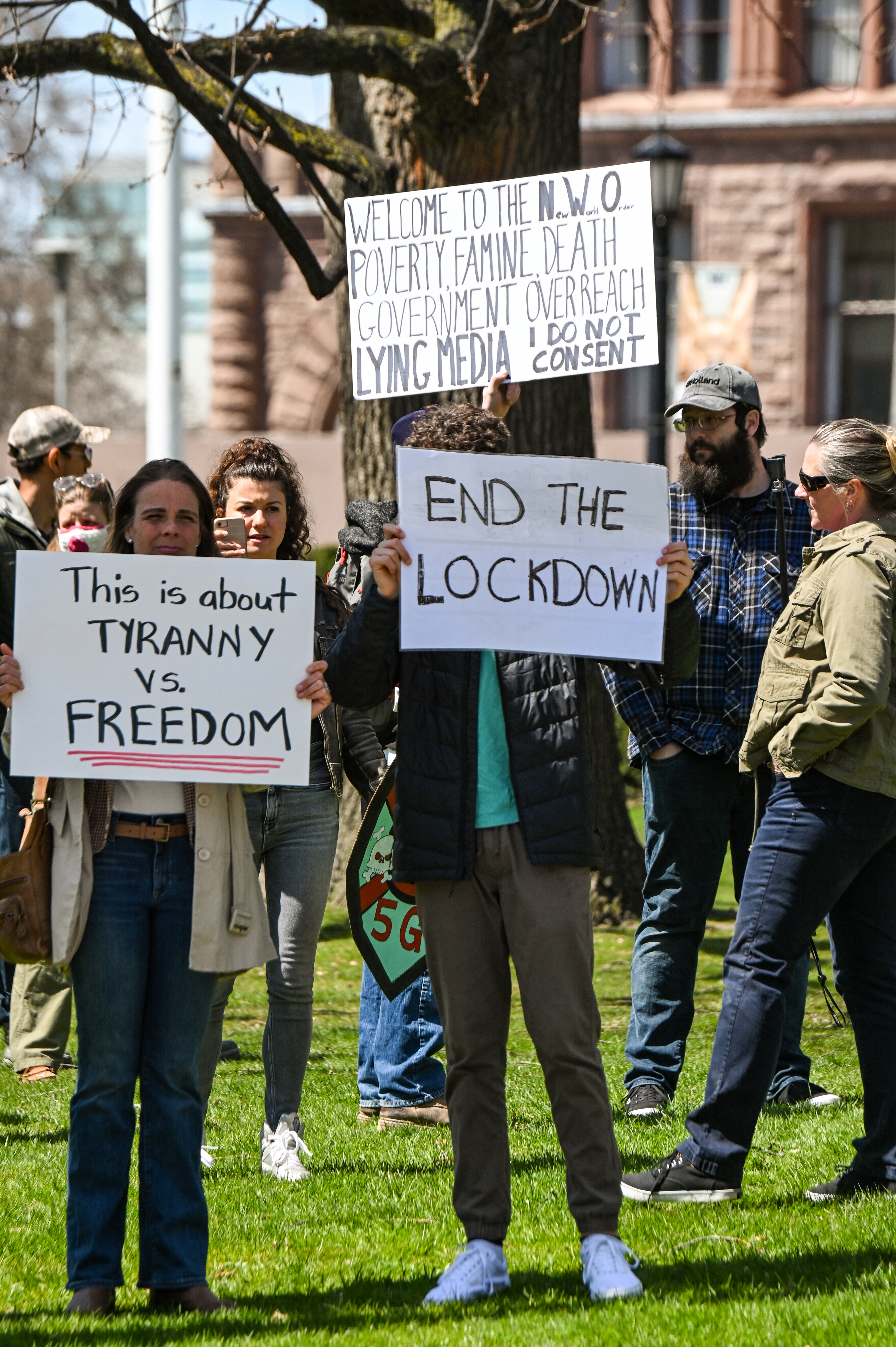
2020年4月25日，在多倫多反封城抗議。

本文介紹人們對嚴重特殊傳染性肺炎疫情應對措施的反抗，包括拒絕配合、抗議、以及暴動等反抗方式。2019冠狀病毒病在2020年3月發展為全球大流行病，其疫情對各國的政治、社會、經濟等層面造成許多影響。各國採取許多手段試圖控制疫情，包括佩戴口罩、限制集會、禁止出門、定位追蹤等等，然而在世界各地都出現一定比例的人口反對防疫措施，有時包括擁有決策權的政府官員也反對流行病學家建議的措施，例如美國總統川普、巴西總統波索納洛、坦尚尼亞總統約翰·馬古富利。

## 反抗原因

### 宗教
在許多國家，宗教領袖的公信力遠高於政府官員，許多地方的宗教組織積極防疫，例如伊朗和沙烏地阿拉伯的伊斯蘭教領導人主動取消許多宗教活動、索馬利亞伊斯蘭教組織透過廣播提醒人們伊斯蘭教是注重衛生的宗教、達賴喇嘛和教宗提醒信徒要遵守防疫規定。即便在政府公信力高、宗教影響力較低的地區，許多宗教組織也透過網路或電話給予隔離在家的信徒心靈支持，或安排較健康的年輕志工幫年長者買菜。
然而有些宗教組織反對防疫措施。許多宗教反對取消集會的規定，有些神職人員認為停止宗教集會會造成社會秩序崩潰，是比傳染病更嚴重的問題。以色列的一些哈雷迪猶太教信徒認為信仰比世俗問題更重要，不聽政府要求，在猶太會堂進行各種活動，雖然也有為數不少的哈雷迪教派拉比呼籲信徒遵守政府防疫命令，並關閉宗教學校。中南美洲和非州有許多基督教福音教會或天主教照常集會，並親吻聖物。世界各地都有宗教領䄂或政治人物公開表示新冠病毒是惡魔，但是神的力量更偉大，不會讓信徒得病。印尼巴里島的上萬名印度教信徒照常舉行 Nyepi 慶典。索馬利亞有些人認為病毒是為了處罰中國和美國對維吾爾人和穆斯林的迫害，當地的恐怖組織青年黨宣稱病毒是外國的敵人帶來，要求驅逐所有外國人，和散播正確防疫訊息的教派對抗。
有些宗教信仰對喪葬方式有所規範，例如伊斯蘭教忌諱將遺體火化，世衛組織也建議病逝者土葬或火葬都可以，但斯里蘭卡宣布所有死者只能火化，造成當地的穆斯林不滿。

### 人權
政府的許多防疫措施侵害了基本人權，禁止上街限制了自由權、強制歇業限制了工作權、用手機追蹤傳染侵犯了隱私權、禁止宗教集會限制了宗教自由。在許多民主國家，包括美國、德國、以色列等，都有些對政府抱持較懷疑態度的人反對這些措施，這些人橫跨政治光譜，包括自由意志主義、自由左派、保守右派，有些人引用班傑明·富蘭克林的名言「犧牲自由換取安全的人，兩者都不值得擁有」支持對政府的反抗。美國來福槍協會控告紐約市關閉槍店的政策，主張擁槍是憲法保障的權利，槍枝買賣是防疫期間的必要活動。

### 經濟衝擊
為了控制疫情，許多國家限制了大多數的經濟活動，包括交通業、餐飲業、觀光業、商業等等，有人認為這些防疫措施如果一直執行，在等到能大量生產疫苗之前經濟就會先崩潰。有些經濟學家並認為防疫措施造成的經濟衰退會比病情本身更嚴重，失業和貧困等經濟問題造成的間接生命損失可能大於病毒造成的直接死傷。除此之外，這些經濟衝擊通常對弱勢者影響更大，弱勢者往往沒有足夠的存款可以數週不工作。全球有16億人可能失去工作，在發展中國家，許多人必須每天出外打工才能賺到養家的生活費，也沒有冰箱可以儲存食物，許多人表示目前的情況如果再持續下去，他們會活活餓死。許多發展中國家因為防疫的經濟衝擊而發生暴動，包括尼日尔、肯尼亞、哥倫比亞。

### 假消息和陰謀論
因為疫情對許多人的生活造成嚴重影響，且對於病毒仍有許多未知的地方，有些人相信陰謀論。其中一些陰謀論主張此病毒不是真的存在，或者沒有政府或媒體所說的那麼嚴重，否定公衛人員建議的防疫措施。有些人認為是5G電信訊號塔造成此病。有人宣稱是比爾·蓋茲創造此病毒來降低地球人口，所謂的疫苗其實是讓人聽話的藥。
在法國，拒絕戴口罩的大多是受過教育，反體制的中年人，不信任政府的要求，認為口罩是政府壓迫人民的手段。也有些人認為口罩影響呼吸，造成缺氧，或者口罩是細菌孳生的溫床。
並非所有的陰謀論都否定防疫作為，例如宣稱病毒來自武漢的實驗室的陰謀論。

### 部份措施造成不便
有些反對隔離的人只是因為某個特定的措施對自己造成不便，例如被隔離的人不想待在家，或是不希望隔離所建在自家附近。許多年輕人認為此病對健康的年輕人無害，因此忽視衛生官員的建議，有些人說「生病了就生病了」或「不能活在恐懼中」。

## 反抗行為

### 拒絕配合
雖然政府要求大家留在家裡，許多人還是外出，例如在春假期間開海灘派對、或是前往宗教集會。在美國、英國、法國等地都出現拒絕戴口罩的人 。
2021年底，欧洲多国迎来新一波爆发，多国收紧防疫措施。原先，欧洲多国允许疫苗接种者、痊愈者及测试结果为阴性的人员出入公共场所。为了应对新一波疫情及鼓励接种，法国、荷兰、意大利等国相继禁止未接种疫苗或未从新冠康复的人员进入公共场所，即便其测试结果为阴性。更嚴厲者會強制要求接種疫苗。但仍有反疫苗民众拒绝接种並抗議，甚至不惜故意染病。

### 法律程序
美國來福槍協會控告政府的防疫措施侵犯擁槍權。巴西總統將宗教活動列入必要活動，讓地方政府無法禁止宗教集會。

### 抗議示威

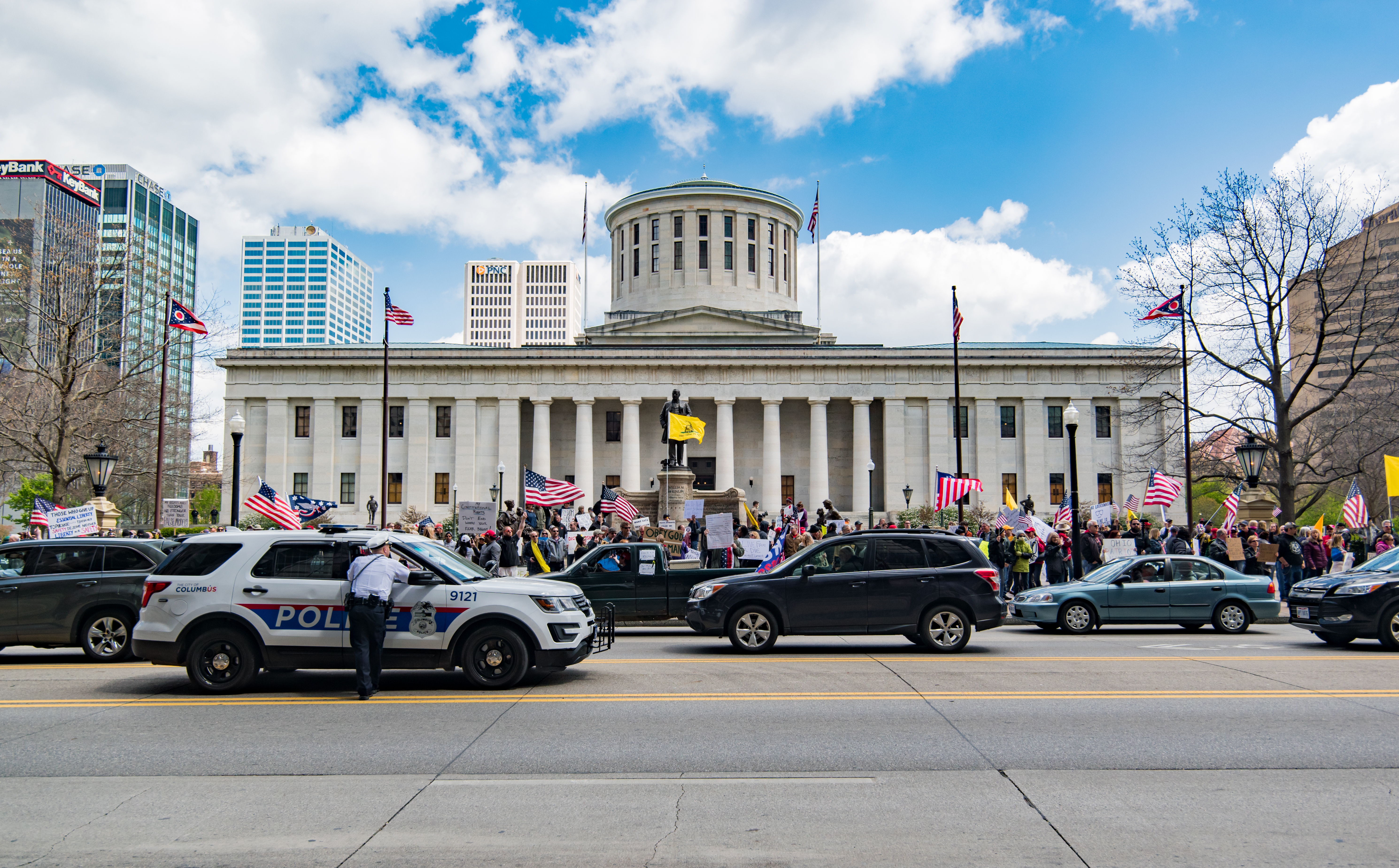
4月18日，示威者在俄亥俄州議會大廈前抗議，反對州政府實施封鎖措施。

許多反對防疫措施的人上街示威，包括在德國、尼日、哥倫比亞、美國各地。有些抗議活動本身會遵循衛生單位的規定，例如保持兩公尺的安全社交距離，但更多抗議直接忽略這些規定。相較之下，同一時期許多其他議題的抗議則採取適當的保護措施，包括保持兩公尺的距離、戴口罩、從車上抗議、透過網路參與抗議等等。
美國在4月20日的一項民調顯示60%的民眾反對抗議（共和黨內47%）、22%肯定。
有些示威發展成暴力示威，例如南韓人對官員丟雞蛋。

### 暴力手段
除了前述香港和南韓的示威發展為暴力示威之外，美國發生了對醫療設施的恐怖攻擊，一人試圖炸醫院，一名工程師試圖偏離火車撞醫療艦，兩起攻擊皆未成功。認為是5G電信塔造成此病的陰謀論者在英國放火燒了數十座電信塔。比爾·蓋茲則收到死亡威脅信。在倫敦，一些拒絕戴口罩的人騷擾那些配合政府規定戴口罩的人。

### 駭客入侵
不相信病毒是自然產生的駭客攻擊了武漢的生物實驗室、世界衛生組織、美國國家衛生研究院、美國疾病管制與預防中心、世界銀行、以及比爾及梅琳達·蓋茲基金會，想要「找出真相」。

## 政府反應

### 順從民意
有些政府將宗教集會視為必要活動，隔離期間仍可以繼續進行，例如巴西、坦尚尼亞、美國佛羅里達州。有些政治人物鼓勵這些不配合的行為，例如美國總統川普不戴口罩、持續跟人握手，巴西總統波索納洛則阻止國內其他政府部門推行的防疫措施，並上街參與反對封關的抗爭。
中共中央总书记习近平在中共二十大上继续强调“动态清零不动摇”，延续严格的防疫政策，结果在2022年11月中国各地爆发“白纸运动”，促成习近平当局终结持续近三年的清零政策。

### 利用
美國政府利用一些陰謀論向中國政府施壓，要求中國開放更多資訊。川普並鼓勵民主黨執政州的州民上街抗議。

### 重新思考政策
德國疫情大致控制住後，政府在安排逐漸重新開放經濟活動時，召集了人文背景的學者一同參與制定防疫政策，包括歷史學、哲學、神學、教育學等專家，而不是只由醫學或公衛專家決定。

### 堅持防疫
許多政府官員警告忽視防疫的人，WHO官員告訴年輕人他們不是無敵的，而且可能把病傳染給其他人。有些政府採取較強硬的措施，例如首爾市政府要求檢察官起訴新天地教會領導人。然而在有些地方要採取強硬措施並不容易，例如以色列的警察在執行強制隔離時，和反對防疫措施的當地居民發生暴力衝突。在一些人權紀錄較差的國家，政府使用暴力手段執行防疫，包括催淚彈、橡膠子彈等，肯亞一名13歲小孩在自家陽台被開槍擊斃，印度有移工在街上被灑漂白水，菲律賓警察將違反宵禁的人關狗籠。

## 對疫情的影響
忽視防疫對疾病的傳播造成大小不一的影響； 南韓的新天地教會被認為是造成南韓疫情失控的主要原因。日本和美國的疫情爆發剛好都發生在春假許多人外出遊玩之後。
哈雷迪猶太教只佔以色列人口約10%，但以色列的COVID-19確診病人中有一半是哈雷迪猶太教教徒，被認為是他們無視政府規定所導致包括總理在內的許多以色列高階官員至少兩次因為接觸被感染的哈雷迪猶太教徒而必須隔離，其中一次被感染的教徒是應該負責領導防疫的衛生部長。
有些反對防疫措施的人自己被感染，例如時任英國首相鮑里斯·強森、巴西總統波索納洛、美國德州眾議員路易·戈莫特。